# 张濬
张濬（9世纪—904年1月20日），字禹川，河间人，唐朝官员，唐僖宗、唐昭宗年间宰相。唐昭宗初年，他是朝廷发起从地方军阀手中重夺权力的讨伐战的主倡者，但在指挥讨伐李克用之战损失惨重后被罢免并被迫致仕。昭宗末年，昭宗被原为张濬盟友、意欲篡位称帝（后来成功并建立后梁）的另一军阀朱全忠人身控制，朱全忠担心张濬鼓动其他军阀联合讨伐自己阻止自己改朝换代，命部下张全义屠灭张濬全家。

## 生平
生年不详。张濬倜傥不羁，涉猎文史，喜欢说大话。因此士人朋友们不喜欢他。因声誉不佳，他起初仕途不顺，隐居金凤山，学鬼谷子纵横之术，希望在乱世用上这些。

### 早期仕途
张濬隐居期间遇到宦官枢密使杨复恭的使者，被杨复恭推荐为太常博士，累转度支员外郎。
广明元年（880年），黄巢大规模农民军进逼京城长安，张濬称病，带着母亲和家族去商州避乱。随后黄巢攻长安，当权宦官田令孜带着唐僖宗逃到其兄陈敬瑄担任节度使的西川军的军部成都。僖宗逃经兴元，断粮，汉阴令李康用数百骡子背负干粮献上，僖宗问李康：“卿为县令，怎么想到这个的？”李康答是张濬所教。僖宗召张濬到行在，拜兵部郎中。张濬又讨好田令孜。一次田令孜召宰相及朝廷显贵饮酒，张濬耻于当众向他下拜，就事先谒见田令孜拜谢。宾客都到后，田令孜说：“令孜与张郎中清浊异流，既然怕被玷辱，可以不来，今日何苦在众人未到时向我拜谢。”张濬惭惧无地自容。张濬此举也冒犯了与田令孜为敌的杨复恭，尤其因为张濬讨好田令孜后，不再搭理杨复恭。不久，拜谏议大夫。
中和二年（882年），宰相王铎被任为诸道行营都都统即讨伐黄巢的总帅，权知义成节度使。张濬被其奏为都统判官。当时黄巢已称大齐皇帝，平卢军留后王敬武已受黄巢官爵，王铎派张濬去说服王敬武反正助朝廷讨黄巢，王敬武起初不出迎张濬，张濬斥责他身为天子藩臣，侮慢诏使，不能事上，如何驭下，王敬武愕然谢罪。张濬宣诏，平卢军将士都不回答，张濬召集平卢军将佐到鞠场，慢慢告谕他们逆顺、利害，抛弃数百年的唐朝天子而称臣于昔日卖私盐的白丁黄巢无利可图，如今只有平卢军没有奉诏勤王，一旦黄巢被平定，平卢军无颜见天下人，应该趁机取功名富贵才是。将士们都改容自咎，看着王敬武说：“谏议的话对啊。”王敬武就派部将曹存实、小校朱瑄等率军随张濬西向勤王讨黄巢、攻长安。张濬被提升为会军使。黄巢被击败、僖宗重返长安后，张濬累迁户部侍郎、判度支。光启年间，任涪州刺史。三年（887年）九月，被任为兵部侍郎，加宰相衔同中书门下平章事。河东节度使李克用不喜欢张濬为人，闻讯，私下对诏使说：“张公好虚谈但没有实际本领，是倾覆社稷之士。主上因其名而用他，他日乱天下的必是此人。”张濬得知，恨他。

### 拜相
文德元年（888年）唐僖宗崩，弟唐昭宗在杨复恭支持下继位，张濬继续为相。二月，兼兵部尚书，进阶开府仪同三司。当时因两京乐器毁于战火，他受任为修奉乐县（悬挂的钟磬类乐器）使，集合太常、乐胥详细商议重造乐县，但未能得到制造方法，在太常博士殷盈孙研究下，编钟铸成，张濬请懂声乐的处士萧承训、梨园乐工陈敬言与太乐令李从周先校定石磬，音乐和谐，张濬进呈，昭宗陈列于殿庭以试效果。当时宗庙焚毁不及修奉，暂时以少府监厅为太庙，主厅狭窄，议者认为县乐的架构也应该不同。张濬奏议以往太庙礼用三十六架乐县非古礼，且少府监厅狭窄放不下，请求按前朝古礼用二十架，获准。
张濬拜相时母亲尚健在，接受赐宴时在朝上率百官拜谢皇恩后就回到队列中伺候母亲。张濬拜相期间厚待进士卢光启，提拔到兵部侍郎。
龙纪元年（889年）三月，以中书侍郎、户部尚书、同平章事被任为集贤殿大学士、判户部事。杨复恭担任神策军中尉以来，多次离间张濬，就在张濬判度支期间，还以军资缺乏为由奏请借盐、酒一年收入，没有还钱。昭宗登基后，张濬和同僚宰相孔纬、韦昭度、杜让能都倡议打压宦官权力，上奏时总陈说唐宣宗大中年间抑制宦官的事。昭宗同意，又因知道杨复恭恨张濬，且当时人多言张濬有方略，善谋大计，于是特别亲近倚重张濬。张濬常自比谢安、裴度。昭宗与张濬谈论古今之乱，张濬说：“以汉、晋之年代久远，没有可说的，陛下英睿如此，却在内在外都受制于强臣（内外分别指宦官和藩镇），这是臣日夜所痛心疾首泣血的。”昭宗问张濬治世之要、当今最急的是什么，张濬答：“莫如强兵以服天下。”昭宗于是在长安募兵，达到十万人。
李克用攻云州防御使赫连铎兵败后，大顺元年（890年）四月，赫连铎与李克用的主要敌人宣武军节度使朱全忠、卢龙节度使李匡威都上表昭宗，请求宣布李克用为叛逆并讨伐，朱全忠更请求与河北三镇同讨之。昭宗征求四品以上文武朝臣意见时，宰相杜让能、刘崇望等朝臣大多反对，但张濬、孔纬想趁机重树皇权，强烈倡议讨伐李克用及成功后用皇权压制宦官。张濬私通朱全忠，指出之前李克用曾迫使僖宗出奔，这都是李克用、朱全忠争雄的结果，如今正是趁李克用衰微讨灭之，结束两人争雄的局面的机会。昭宗认为李克用灭黄巢有功不可乘其危，孔纬说：“陛下所言，一时之体也；张濬所言，万世之利也。”杨复恭反对，昭宗原本认同杨复恭，朱全忠秘密遣张濬亲党贿赂张濬，张濬仗着朱全忠撑腰不停论奏，昭宗虽然担心，但还是同意了。五月，诏削夺李克用官爵、属籍，以当时为特进、中书侍郎、兵部尚书、同平章事、集贤殿大学士、上柱国、河间郡开国伯、食邑七百户的张濬为河东太原四面行营都招讨制置宣慰使，京兆尹孙揆为副。张濬奏给事中牛徽为行营判官、检校左散骑常侍，牛徽说：“国家在丧乱之余刚刚兴复，府库衰竭就想做英武之举，挑战强寇，使诸侯离心，我预见到它要颠沛了！”称病坚辞。张濬、孙揆率诸神策军三千到行营，率诸军五十二都及邠宁、鄜坊、夏绥联军五万人从长安出发，昭宗御安喜楼饯行，告诫誓师。张濬屏退左右哭着对昭宗说：“陛下为贼所逼，等臣先除外忧，然后以死为陛下除内患。”被杨复恭偷偷听到。两神策军中尉在长乐坂为张濬饯行，杨复恭敬酒，张濬以醉了为由推辞，杨复恭戏言说：“相公杖钺主征伐，为何作态不给复恭面子？”张濬笑道：“等平贼回来，才能见到面子。”这愈发激怒了杨复恭，杨复恭因而试图阻碍这场讨伐战。
起初朝廷军队似乎占上风，张濬的朝廷军队得到镇国军、静难军、凤翔军、保大军、定难军的响应，镇国军节度使韩建本人也作为北面行营马步招讨都虞候、供军粮料使参战。朱全忠为太原东南面招讨使，攻李克用东南，李匡威和赫连铎为太原北面正副招讨使攻李克用东北。张濬才发兵，李克用弟昭义节度使李克恭又被牙将安居受所杀，安居受出走被杀，之前作乱的昭义军小校冯霸自称留后，以军部潞州投降朱全忠，朱全忠遣部下河阳留后朱崇节权知昭义军留后。昭宗和张濬闻讯，不希望昭义军落入朱全忠之手，六月，任孙揆为昭义节度使，命他分兵一万人立即去昭义军就职。成德军节度使王镕、魏博军节度使罗弘信趁张濬用兵上奏请任德州刺史、权知沧州兵马留后卢彦威为节度使，当月卢彦威被任为节度使。
但八月孙揆向潞州进发时，对突袭几无预防，遭李克用养子李存孝突袭俘虏。孙揆拒绝归顺李克用，被其所杀。这使得朝廷军队士气受损。九月，李存孝围潞州，宣武军撤出昭义军。李克用的其他养子李存信和李嗣源击败李匡威和赫连铎，迫使他们也撤军，只剩张濬军独自面对李克用。
十月，张濬率朝廷军队到晋州会合朱全忠所派三千宣武军为牙队及各藩镇军队，到阴地关，游军到汾州、隰州，静难、凤翔、镇国军屯平阳，在汾州迎战李克用。李存信、薛阿檀迎战张濬，李存孝屯赵城。韩建意图趁夜突袭李存孝抢得先机，但李存孝有所准备，韩建夜袭的军队被全歼。凤翔军屯于霍邑，被河东军洺州刺史李承嗣率军攻打战败。静难军和凤翔军不战自散。朝廷军士气受损而崩溃，丢盔弃甲。河东军乘胜追杀，在晋州西门追上张濬。张濬出战河东军，又败，死近三千人。此败后，保大军和定难军也逃离，只剩张濬本部朝廷军队、韩建的镇国军和朱全忠所派的一些宣武军一共一万人。张濬守晋州不敢出，十一月，李存孝围攻之。三天后，李存孝考虑到俘虏宰相、加害朝廷军队没有好处，解围退兵五十里让张濬和韩建逃跑。十二月，晋州刺史张行恭弃城出奔，张濬和韩建趁夜从含山口逃走。当月，张濬迁右仆射判度支，仍兼中书侍郎、同平章事。二年（891年）二月，张濬与韩建翻越王屋山到河阳，出河清，拆百姓房屋为筏渡河。担任行营都监的枢密使骆全諲服毒自杀。晋州、绛州等为河东军所得，河东军一路劫掠到河中，赤地千里。此后，朝廷军队瓦解。此战朝廷本来倚仗朱全忠和河朔三镇，但朱全忠正在用兵武宁军、天平军，虽然遣将攻泽州，但没有亲临此战；成德军、魏博军受命提供军队和粮食，但两镇因正倚仗李克用庇护，都不出兵；还未交战，孙揆被擒，卢龙军、云州军都败了，杨复恭又从中作梗，于是张濬军望风而溃。
此前，二年正月，李克用已遣中使韩归范上表昭宗，言辞激烈，表面上称愿待罪听凭发落，但显然是指责张濬不该攻打自己。昭宗贬时为光禄大夫、门下侍郎（《旧唐书·昭宗纪》《资治通鉴》作被贬前为中书侍郎）、兼户部尚书、同中书门下平章事、上柱国、清河郡开国伯、食邑一千二百户、充河东行营诸道兵马招讨制置等使的张濬为检校户部（《旧唐书·昭宗纪》作兵部）尚书、兼鄂州刺史、御史大夫、武昌军节度观察等使，孔纬为荆南节度使，复李克用官爵属籍，以为安抚，见未能安抚，再贬张濬、孔纬，贬张濬为连州刺史，二月再贬绣州司户。张濬兵败被贬后，牛徽被召为给事中，御史中丞徐彦若拜相，李克用攻取云州。李存孝以功迁汾州刺史。

### 第一次致仕
张濬奉命骑马经驿站前往贬所，但才离开长安到蓝田驿就逃奔韩建军部华州，与孔纬秘密写信给朱全忠求救。朱全忠上表为二人申冤，昭宗不得已取消对二人的贬令，张濬和孔纬都住在华州依附韩建。

### 重返政府
大约乾宁元年（894年），有庐山书生张璟去桂州谒见桂管经略使“张相”。当时在世且曾拜相的张姓人仅有张濬，可能他就是这位担任桂管经略使的“张相”。不迟于元年三月卸任。
二年（895年），凤翔节度使李茂贞、静难节度使王行瑜和韩建在宰相崔昭纬煽动下进军长安要求处死前宰相李磎和韦昭度，昭宗拒绝，他们就自行杀死了李、韦。此后，昭宗想寻找愿意对抗军阀的宰相。六月，当时张濬已不在华州，正在长水县居住，昭宗召他和孔纬回京，先都任为太子李裕宾客，再复拜孔纬为宰相，复以张濬为光禄大夫、行兵部尚书、上柱国、河间郡开国侯、食邑二千户、天下诸道租庸使。当时张濬没前往京师。李克用来救昭宗，攻杀王行瑜，还想攻打李茂贞和韩建，被昭宗下令制止。三年（896年）二月，朱全忠上表推荐张濬，昭宗想再拜张濬为宰相；李克用说这是朱全忠之谋，上表请求发兵攻打朱全忠，且说“张濬早上为相，臣晚上就带兵来朝廷！”京师震惊，昭宗下诏和解，于是没有拜张濬为宰相。张濬用柳逊为租庸判官。
六月，昭宗讨伐李茂贞战败，七月，李茂贞再进逼长安，昭宗出奔华州，被韩建控制。张濬随驾，被罢免租庸使，守尚书右仆射。朱全忠派判官高劭为朱全忠请求荫一子出身官，省寺皆称无先例驳回，张濬坚持要准，指挥甚急，吏徒惶恐。吏部员外郎萧顷判道：“仆射未聚集郎官，就亲自赴省上指挥公事，非南宫（官员办公场所）旧仪。”张濬闻之，惭悚道歉，萧顷因此知名，朱全忠也被打动。张濬上疏请求致仕，被授左仆射致仕，回到长水县。

### 第二次致仕
张濬虽致仕，但朝廷如有得失，他都上表陈说。
光化三年（900年）十一月，因昭宗醉后手杀宦官、侍女数人，左神策军中尉刘季述、右神策军中尉王仲先、枢密使王彦范、薛齐偓迫使昭宗禅位给李裕。张濬徒步去见佑国军节度使张全义，劝他起兵复辟昭宗，并写信劝说各位节度使。朱全忠当时在定州行营，在张濬与宰相崔胤劝说下回到军部汴州。但次年正月，左神策指挥使孙德昭、右神策军清远都将董彦弼、周承诲在崔胤劝说下突然发动反政变，杀死废黜昭宗的宦官们，复辟昭宗，节度使们并未起兵。六月，朱全忠兼领河中节度使，念故河中节度使王重荣旧恩，辟其子王瓒为节度判官，请张濬为王重荣撰写碑文。
复位后，昭宗短暂和李茂贞和解，甚至封李茂贞为岐王。但李茂贞和宦官左右神策军中尉韩全诲、张彦弘合谋意图控制昭宗，与希望昭宗屠戮宦官的崔胤冲突。崔胤担心遭宦官毒手，写信给朱全忠请他带兵支持自己杀戮宦官。朱全忠发兵后，天复元年（901年）十一月，韩全诲、张彦弘劫持昭宗去凤翔。朱全忠围攻凤翔，直至三年（903年）凤翔军粮尽，人口受饥。天复元年十一月朱全忠前去围攻凤翔途中，因张濬指出韩建为李茂贞党羽，遂在张濬建议下夺取韩建的镇国军，迁韩建为忠武军节度使。
朱全忠围攻凤翔期间，韩全诲派使者去很多藩镇称朱全忠意图劫驾，令藩镇们来救驾。张濬子张播也被赐姓名李俨为江、淮宣谕使去劝说淮南节度使杨行密发兵，尽管杨行密此后只作了微小的攻打朱全忠侧翼的动作。王敬武的儿子和继承人王师范长期依附朱全忠，也被张濬劝说起事，决定从其言。他派很多人去朱全忠治下多城，计划制造动乱，自己也在平卢军起兵反朱。但王师范的行动虽得到李克用和杨行密的微小支持，却最终失败，被迫再投降朱全忠，当时朱全忠也已迫李茂贞将昭宗交给他带回长安，将昭宗牢固掌控。
张濬参与王师范起事，王师范起兵时想让张濬来为谋主，未遂，此事被朱全忠得知，正图谋篡唐自建新朝的朱全忠开始恨张濬。朱全忠准备胁迫昭宗迁都洛阳，张濬知道他要篡位，说：“乘舆到了洛阳，大事去了。”朱全忠担心一旦篡位，张濬会再劝说各藩镇起兵反对自己，又不想公然诛杀张濬，就命张全义对付张濬。三年十二月，张全义遣牙将杨麟率健卒五十人去长水县扮作盗贼，围张濬家杀其全家。永宁县吏叶彦素日得张濬厚待，闻讯跑去告诉张濬子张格：“相公不可免祸，郎君应该自己做打算。”张格与张濬相擁抱而哭泣，张濬说：“你留下则和我们一起死，你离开则我家还有後裔，你不要被我连累。”张格哭拜而去，由叶彦率义士三十人护送渡汉江逃到西川军。同时，杨麟围张濬家，杀其全家百余人。当时张濬爵封河间郡公。张格后为在朱全忠篡唐建立后梁后建立前蜀的王建及其子继承人王宗衍的宰相。杨行密死、唐亡后，李俨留在淮南，想雪家门之冤不果，天祐十五年（918年）为徐温所杀。张格的母亲免于被害，躲在民间，落发为尼，流浪于函、洛一带，后来王建秘密派人迎她入蜀，赐紫衣，加号慈福大师。
后唐同光年间，杨复恭从孙幸臣宦官杨希朗向宰相赵光胤陈说杨复恭被张濬陷害，请求昭雪，声色俱厉，赵光胤被折倒不乐，又担心杨希朗报复，病死。

## 家族
祖父张仲素，中书舍人。父张铎，未担任朝官，可能仅任很小的官职。至少有两弟张泳、张沆。

## 作品
- 《张濬表状》一卷[55][56]
- 诗《山居洞前得杜鹃花走笔偶成以简桂帅仆射兼寄呈广州仆射刘公》，作于乾宁元年三月。桂帅仆射、广州仆射刘公分别指时任桂管经略使周元静和岭南节度使刘崇龟。

## 评价
- 《旧唐书》：自乾宁之后，贼臣内侮，王室浸微。昭宗不堪凌弱，欲简拔奇材以为相。然采于群小之论，未尝获一名人。登用之徒，无不为时嗤诮。……时议以昭宗命台臣濬、朴、綮三人尤谬，季末之妖也（当时的议论认为昭宗任命的宰相中，对张濬、朱朴、郑綮的任命是尤其错误的）。
  - 史臣曰：濬、纬养虎于前，（崔）胤、（柳）璨剥庐于后。
  - 赞曰：萧遘、朱玫，孔纬、张濬，身世罹殃，邦家起衅。如木斯蠹（如同木头中的蛀虫），自溃于中（从中间溃烂）。抵巇侮乱（钻营招致祸乱），安责伏戎（怎能责怪军队、刺客）。[3]
- 《新唐书》赞曰：濬以乱止乱，悖缪（背理荒谬）厥心，悲夫！[2]
- 《北梦琐言》：唯张濬大言，自方管、葛，以无谋之韩建，倅用刚之孙揆，出征大卤，自贻败亡尔。……所谓以羊将狼，投卵击石，幸而不用，何过望哉！